# Atelier Cuypers-Stoltzenberg

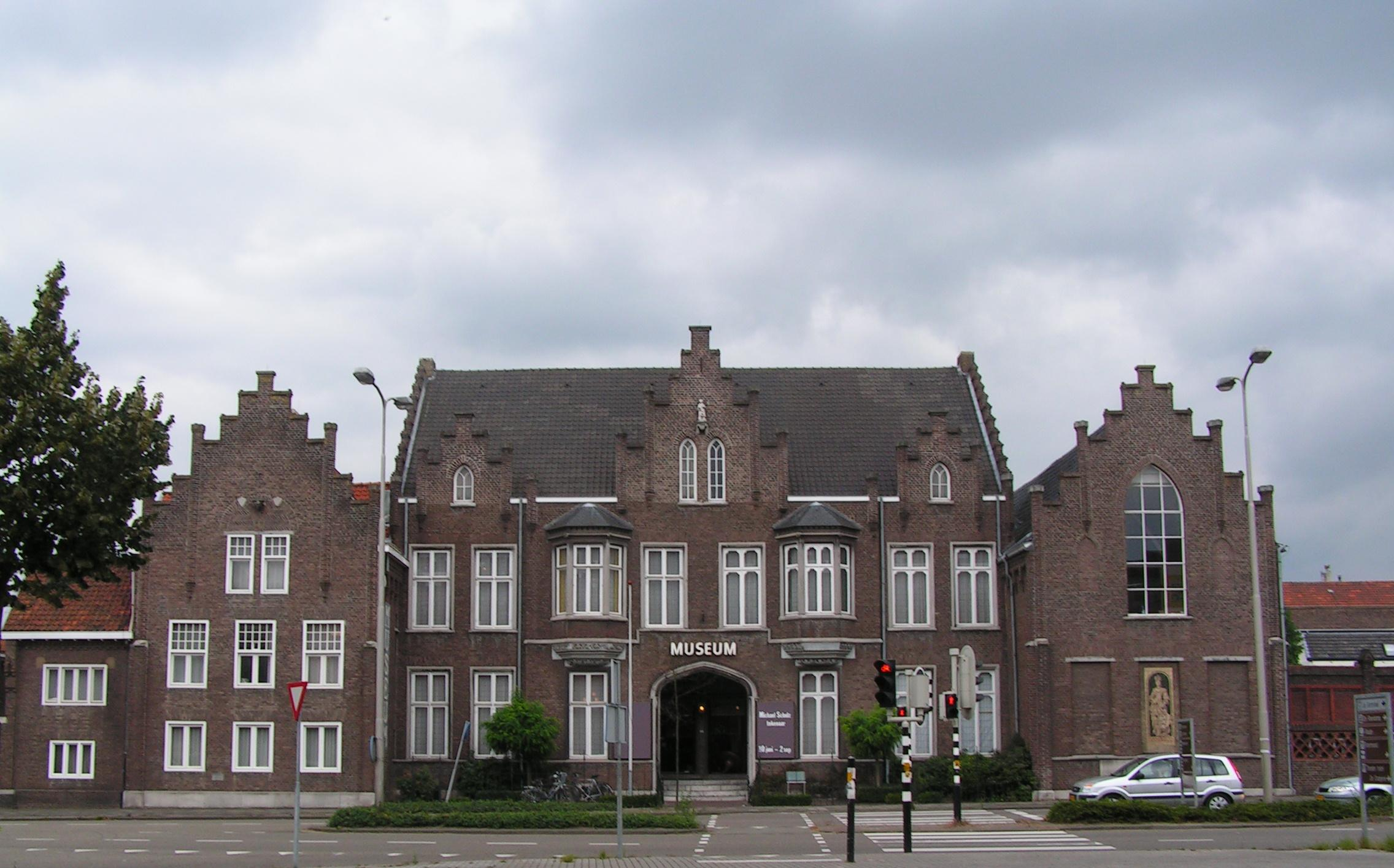
Fabriekspand Cuypers-Stoltzenberg (nu Stedelijk Museum Roermond)

Het atelier Cuypers-Stoltzenberg was een Nederlandse onderneming in Roermond (1852-1947), gespecialiseerd in het maken van beeldhouwkunst en meubelstukken voor rooms-katholieke kerken.

## Geschiedenis
Rond 1838 richtte textielfabrikant François Stoltzenberg (1805-1875) in Roermond het atelier F. Stoltzenberg op, waar goudborduurwerk werd gemaakt voor vaandels en kerkelijke gewaden. Na 1850 werd het atelier Stoltzenberg uitgebreid met een werkplaats waar ook paneellijsten en kerkmeubels werden gemaakt. Leiding over de werkplaats had de beeldhouwer Edouard François Georges.
In 1852 richtten Stoltzenberg, Georges en architect Pierre Cuypers hun "atelier voor christelijke beeldhouwkunst" op. Aanvankelijk nog onder de naam Atelier Georges/Cuypers/Stoltzenberg. Cuypers en beeldhouwer Georges hadden de leiding over de dagelijks gang van zaken in het atelier, Stoltzenberg hield zich bezig met de administratie. In 1854 verliet Georges het atelier en trok naar Utrecht.

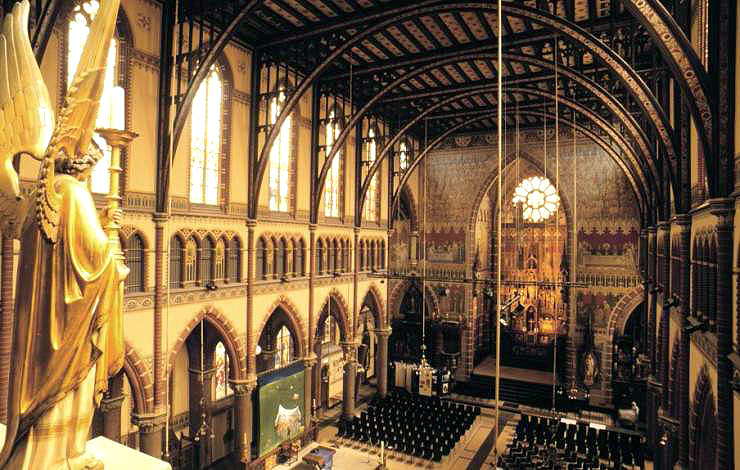
Interieur van de Dominicuskerk (Amsterdam) (Foto: bma.amsterdam.nl)

Al enige jaren voor zijn overlijden in 1875 had Stoltzenberg sr. zijn werk overgedragen aan diens zoon Frans Stoltzenberg jr. (1838-1909). In 1892 vertrok Stoltzenberg jr. naar de Verenigde Staten. Hij verkocht zijn aandeel aan Cuypers, die de zaak samen met zijn zoon Joseph (1861-1949) met ingang van 7 januari 1893 voortzette onder de naam Cuypers & Co. Later veranderde de naam in N.V. Kunstwerkplaatsen Cuypers & Co. In 1947 werd het bedrijf opgeheven.

## Werk
De Sint-Lambertuskerk (Veghel) (1858-1862), de Sint-Jozefkerk (Groningen) (1885-1887) en de Maria Magdalenakerk (Amsterdam) (1889-1891) zijn slechts enkele namen van kerken die door Cuypers werden ontworpen en door de beeldhouwers van het atelier werden ingericht. Zij maakten onder meer altaren, heiligenbeelden, biechtstoelen en kansels.
Naast nieuw beeldhouwwerk verzorgde het atelier ook restauratiewerkzaamheden, zoals aan de Abdij Rolduc, het praalgraf van Engelbrecht I van Nassau in Breda en de Sint-Petrus' Bandenkerk (Venray). De Sint-Servaasbasiliek in Maastricht werd eind 19e eeuw onder leiding van Cuypers gerestaureerd. Het Atelier Cuypers-Stoltzenberg leverde onder meer het nieuwe hoofdaltaar en de inrichting van de kapel van het Heilig Aanschijn.

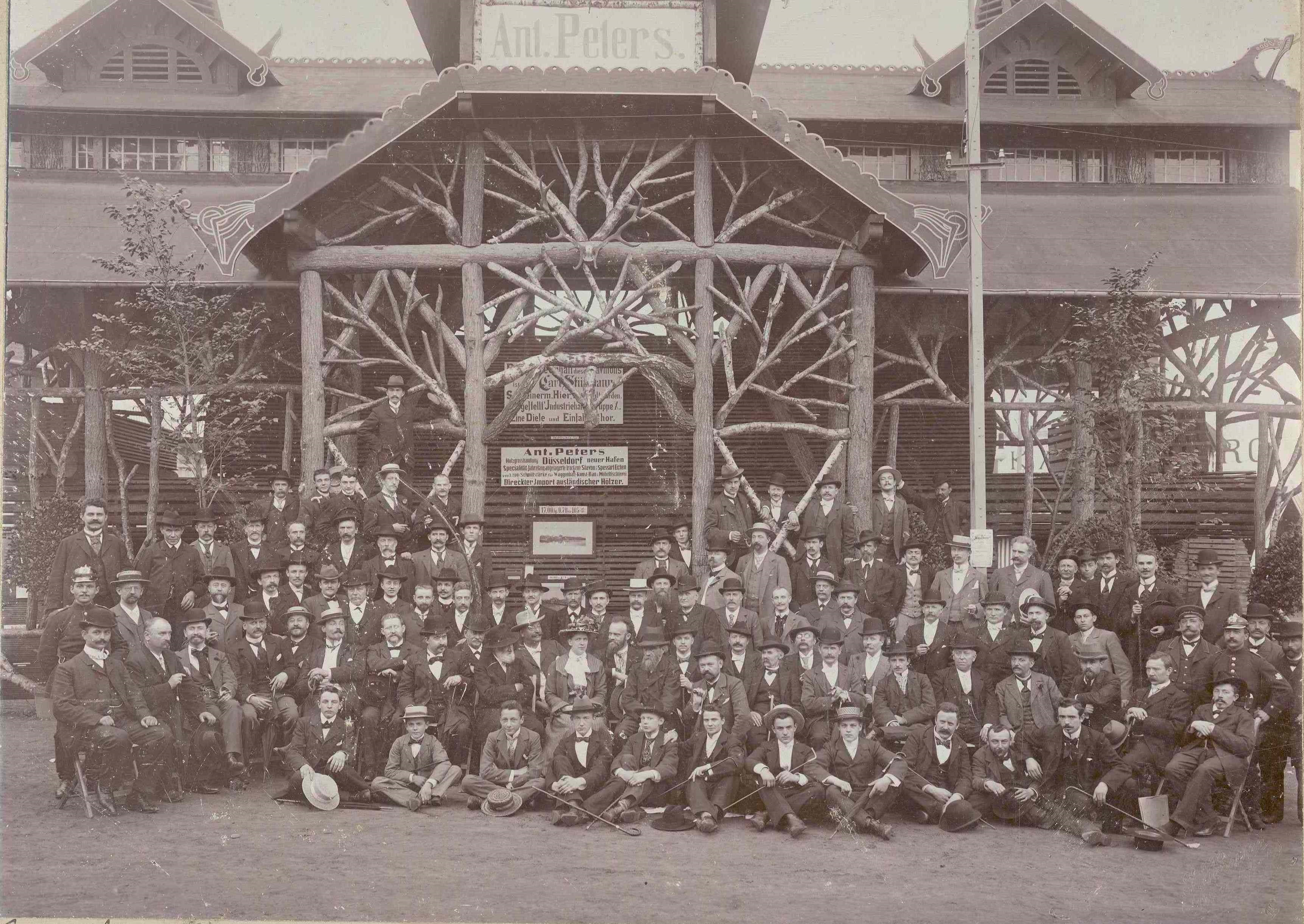
Pierre en Joseph Cuypers met het voltallig personeel van de Cuypers' Kunstwerkplaatsen bij een bezoek aan houthandel Ant. Peters in Düsseldorf in 1902

## Medewerkers
- Antonius Cornelis Bolsius
- Joan Collette
- Willem Crevels
- Jean Geelen
- Lodewijk Henzen
- Jean Hubert Lauweriks
- Henri Leeuw sr.
- Joseph Lücker
- Karel Lücker
- Jozef Thissen
- Charles Vos